# Atkin–Lehnerteori
Inom matematiken är Atkin–Lehnerteori en del av teorin av modulära former där konceptet av nyform definieras så att teorin av Heckeoperatorer kan utvidgas till en högre nivå. En nyform är en spetsform som är 'ny' vid en given nivå N, där nivåerna är delgrupperna
Γ0(N)
av modulära gruppen, där N ordnas enligt delbarhet. Det vill säga om M delar N, är Γ0(N) en delgrupp av Γ0(M). Gamla formerna för Γ0(N) är de modulära former f(τ) av nivå N av formen g(d τ) för modulära former g av nivå M där M är en äkta delare av N, där d delar N/M. Nyformerna är definierade som ett vektordelrum av modulära formerna av nivå N komplementärt till rummet bildat av gamla formerna, mer exakt det ortogonala rummet med förhållande till Peterssons skalärprodukt.
Heckeoperatorerna med verkan på rummet av alla spetsformer lämnar rummet av nyformer oförändrat och är självadjungt och kommuterar med operatorer (i förhållande till Peterssons skalärprodukt) då de restrikteras till detta delrum. Härmed är algebran av nyformer de genererar en ändligdimensionell C*-algebra som är kommutativ; och enligt spektralteorin av sådana operatorer finns det en bas för rummet av nyformer som består av egenformer av den fulla Heckealgebran.